# Incontri internazionali di rugby a 15 di metà anno 1994
A metà anno è tradizione che le selezioni di "rugby a 15", europee in particolare, ma non solo, si rechino fuori dall'Europa o nell'emisfero sud per alcuni test. Si disputano però anche molti incontri tra nazionali dello stesso emisfero Sud.

## Down Under Tour
I tradizionali tour del 1994 vedono le 5 squadre del Torneo delle 5 nazioni recarsi tutte nell'emisfero australe e il Sud Africa in Nuova Zelanda. Ad esse si aggiunge l'Italia per uno storico tour.
- Scozia in Argentina: la Scozia si reca in Argentina dove subisce molte sconfitte ed in particolare due di misura contro i Pumas (15-16 e 17-19).

| Buenos Aires 4 giugno 1994 | Argentina | 16 – 15 | Scozia | Ferrocarril Oeste |

| Buenos Aires 11 giugno 1994 | Argentina | 19 – 17 | Scozia | Ferrocarril Oeste |

- Inghilterra in Sudafrica: L' Inghilterra si reca dopo 10 anni in Sud Africa per un tour nel quale ottiene una vittoria e una sconfitta contro il Sudafrica.

| Pretoria 4 giugno 1994 | Sudafrica | 15 – 32 | Inghilterra |  |

| Città del Capo 11 giugno 1994 | Sudafrica | 27 – 9 | Inghilterra |  |

- Francia in Canada e Nuova Zelanda: la Francia, allenata da Pierre Berbizier, si muove per un tour nel quale ottiene due storiche vittorie contro la Nuova Zelanda, ma anche una imprevista sconfitta con il Canada.

| Nepean (Ontario) 4 giugno 1994 | Canada | 18 – 16 | Francia |  |

| Christchurch 26 giugno 1994 | Nuova Zelanda | 8 – 22 | Francia |  |

| Auckland 3 luglio 1994 | Nuova Zelanda | 20 – 23 | Francia | Eden Park |

- Irlanda in Australia: l'Irlandasi reca in tour in Australia, dove viene sconfitta onorevolmente due volte dall'Australia

| Brisbane 5 giugno 1994 | Australia | 29 – 26 | Irlanda | (Ballymore Stadium) |

| Sydney 11 giugno 1994 | Australia | 32 – 18 | Irlanda | Football Stadium |

- Galles in Canada e Pacifico: il Galles cede solo alle fortissime Samoa, come peraltro già successo nel 1991 ai mondiali.

| Markham (Canada) 11 giugno 1994 | Canada | 15 – 33 | Galles |  |

| Suva 18 giugno 1994 | Figi | 8 – 23 | Galles |  |

| Nuku'alofa 22 giugno 1994 | Tonga | 9 – 18 | Galles |  |

| Apia 25 giugno 1994 | Samoa | 34 – 9 | Galles |  |

- Barbarians Francesi in Australia:

| Sydney 26 giugno 1994 | Sidney University | 36 – 62 | French Barbarians |  |

| Sydney 29 giugno 1994 | Australian Barbarians | 20 – 29 | French Barbarians | Saint Helen's |

- L'Italia in uno storico tour si aggiudica 6 incontri su 6 nel match ufficiosi e poi sfiora l'impresa con l'Australia campione del mondo.

| Brisbane 18 giugno 1994 | Australia | 23 – 20 | Italia | Ballymore Stadium |

| Melbourne 26 giugno 1994 | Australia | 20 – 7 | Italia |  |

## Confronti tra le nazionali dell'emisfero sud
- Sudafrica in Nuova Zelanda: il Sudafrica conquista solo un pareggio nei tre match con la Nuova Zelanda

| Dunedin 9 luglio 1994 | Nuova Zelanda | 22 – 14 | Sudafrica |  |

| Wellington 23 luglio 1994 | Nuova Zelanda | 13 – 9 | Sudafrica | Athletic Ground |

| Auckland 6 agosto 1994 | Nuova Zelanda | 18 – 18 | Sudafrica | Eden Park |

- Samoa in N.Zelanda, S.Africa e Australia: le Samoa si recano in tour per ben tre volte, in Nuova Zelanda e Sud Africa. Un solo test contro l'Australia.

| Sydney 6 agosto 1994 | Australia | 73 – 3 | Samoa | (Football Ground) |

- NZ Development XV in Argentina: la Nuova Zelanda si reca sotto forma di "Development Team" in tour in Argentina.

- Figi in Giappone e Nuova Zelanda: le Figi si recano in tour in Giappone e Nuova Zelanda.

| Mtsuyama 7 maggio 1994 | Giappone | 24 – 18 | Figi |  |

| Tokyo 16 maggio 1994 | Giappone | 20 – 8 | Figi | (Olympic) |

- Tonga in Nuova Zelanda: le Tonga si recano in tour in Nuova Zelanda, dove non disputa alcun test ufficiale, limitandosi ad affrontare selezioni lucali

## Bledisloe Cup
L'Australia conquista la Bledisloe Cup battendo gli All Blacks.
| Sydney 17 agosto 1994 | Australia | 20 – 16 | Nuova Zelanda |  |